# Lachnellula
Lachnellula is een geslacht van schimmels in de familie Lachnaceae. De typesoort is Lachnellula chrysophthalma.

## Soorten
Volgens Index Fungorum telt het geslacht 47 soorten (peildatum november 2023):
| Soortnaam                                       | Auteur(s)                      | Publicatiejaar |
| ----------------------------------------------- | ------------------------------ | -------------- |
| Lachnellula abietis                             | (P. Karst.) Dennis             | 1962           |
| Lachnellula aeruginosa                          | Oguchi                         | 1980           |
| Lachnellula agassizii                           | (Berk. & M.A. Curtis) Dennis   | 1962           |
| Lachnellula angustispora                        | Raitv.                         | 1977           |
| Lachnellula arida                               | (W. Phillips) Dennis           | 1962           |
| Lachnellula bruneiensis                         | Whitton, K.D. Hyde & McKenzie  | 2012           |
| Lachnellula calva                               | Rick                           | 1906           |
| Lachnellula calyciformis (Fijn viltkelkje)      | (Batsch) Dharne                | 1965           |
| Lachnellula calycina (Dennenharsviltkelkje)     | (Schumach.) Sacc.              | 1889           |
| Lachnellula cervina                             | (Ellis & Everh.) Dennis        | 1963           |
| Lachnellula chrysophthalma                      | (Pers.) P. Karst.              | 1884           |
| Lachnellula ciliata                             | Dennis                         | 1962           |
| Lachnellula cyphelloides                        | (Ellis & Everh.) Sacc.         | 1889           |
| Lachnellula dabaensis                           | W.Y. Zhuang                    | 1997           |
| Lachnellula ellisiana                           | (Rehm) Baral                   | 2018           |
| Lachnellula eucalypti                           | Spooner                        | 1987           |
| Lachnellula flavovirens                         | (Bres.) Dennis                 | 1962           |
| Lachnellula fuckelii                            | (Bres. ex Rehm) Dharne         | 1965           |
| Lachnellula fuscosanguinea                      | (Rehm) Dennis                  | 1962           |
| Lachnellula himalayensis                        | A.K. Kar & K.P. Pal            | 1970           |
| Lachnellula hyalina                             | Dharne                         | 1965           |
| Lachnellula ikenoi                              | Henn.                          | 1902           |
| Lachnellula intricata                           | Spooner                        | 1987           |
| Lachnellula juniperina                          | (K. Holm & L. Holm) Vesterh.   | 1996           |
| Lachnellula kamtschatica                        | Raitv.                         | 1970           |
| Lachnellula laricis                             | (Rehm) Dharne                  | 1965           |
| Lachnellula minuscula                           | Raitv.                         | 1977           |
| Lachnellula minuta                              | Dharne                         | 1965           |
| Lachnellula occidentalis (Lariksviltkelkje)     | (G.G. Hahn & Ayers) Dharne     | 1965           |
| Lachnellula pittospori                          | L.M. Kohn                      | 1980           |
| Lachnellula populina                            | (Seaver) Pärtel & Baral        | 2020           |
| Lachnellula pseudofarinacea                     | (P. Crouan & H. Crouan) Dennis | 1962           |
| Lachnellula pseudofarinaceae                    | (P. Crouan & H. Crouan) Dennis | 1962           |
| Lachnellula pseudotsugae                        | (G.G. Hahn) Dennis             | 1962           |
| Lachnellula pulverulenta                        | (Lib.) Sasagawa & Hosoya       | 2010           |
| Lachnellula rattanicola                         | J. Fröhl. & K.D. Hyde          | 2000           |
| Lachnellula rehmii                              | Ferd. & C.A. Jørg.             | 1938           |
| Lachnellula resinaria (Sparrenharsviltkelkje)   | (Cooke & W. Phillips) Rehm     | 1893           |
| Lachnellula rhopalostylidis                     | (Dennis) Korf                  | 1977           |
| Lachnellula robusta                             | Baral & Matheis                | 1984           |
| Lachnellula splendens                           | (J. Schröt.) Baral & Matheis   | 2000           |
| Lachnellula subtilissima (Dennenviltkelkje)     | (Cooke) Dennis                 | 1962           |
| Lachnellula succina                             | (Sacc.) Polhorský & Baral      | 2020           |
| Lachnellula suecica                             | (de Bary ex Fuckel) Nannf.     | 1953           |
| Lachnellula tuberculata                         | Dharne                         | 1965           |
| Lachnellula viridiglauca                        | L.M. Kohn                      | 1981           |
| Lachnellula willkommii (Larikskankerviltkelkje) | (R. Hartig) Dennis             | 1962           |